# Vando Villamil
Servando "Vando" Villamil (Buenos Aires, 24 de octubre de 1957) es un actor argentino de cine, teatro y televisión.
Vando Villamil pertenece a una familia dedicada al turf.
En 1943, su abuelo materno Edmundo C. Perkins fundó en Daireaux (provincia de Buenos Aires) el haras La Irenita.
Edmundo Perkins falleció en 1966.
Su hijo (Mario Perkins) y su yerno Luis Villamil (padre del actor) quedaron al mando de su haras.
La familia Villamil es propietaria del stud Rodeo Chico.
El hermano de Vando, Luis Villamil, es jinete de carreras.

«Como diría mi vieja, yo nací debajo de las patas de un caballo. Ya desde chiquito me llevaban a los jardines para ver los grandes premios. Lo que sucede es que hubo un tiempo en el que me dediqué a mi carrera, viajando mucho por trabajo, y me mantuve alejado de la actividad. Aunque a algunos grandes clásicos seguí asistiendo.»
Vando Villamil

Estudió piano y arquitectura.
Se formó en teatro con Luis Castellanelli.

«Me ganaba el mango como podía. Con un amigo teníamos un emprendimiento de murales que se pegaban en las puertas y simulaban un bosque o una cabina de teléfonos. Salíamos a vender y a colocar. También laburé en una exportadora de cereales. Y después de un tiempo en el que con el grupo del taller hacíamos obras en un departamento de Reconquista y Paraguay, a los 29 [1986] compré los derechos de una obra y vendí mi auto para producirla.»
Vando Villamil

En los años noventa fue propietario del caballo Mio Bambino (Crown They Good) en el hipódromo de San Isidro.
A fines de los años noventa estudió locución.
Desde 2013 es dueño de dos caballos de carreras: Just For Me y Dinástico Vision.

## Trabajos

### Cine[9]
- 1988: Eterna sonrisa de New Jersey, dirigida por Carlos Sorín.
- 1988: Blauäugig u Ojos azules, dirigida por Reinhard Hauff (Alemania).
- 1989: De los Apeninos a los Andes, dirigida por P. Pasalaqua (Italia).
- 1989: Naked Tango, dirigida por L. Schrader (Estados Unidos).
- 1990: Yo, la peor de todas, dirigida por María Luisa Bemberg.
- 1992: Al filo de la ley, dirigida por Juan Carlos Desanzo.
- 1992: La pluma del ángel, dirigida por Néstor Paternostro.
- 1992: ¿Dónde estás amor de mi vida que no te puedo encontrar?, dirigida por Juan José Jusid.
- 1992: El caso María Soledad, dirigida por Héctor Olivera.
- 1994: El próximo enemigo, dirigida por Robert Young (Reino Unido).
- 1995: No te mueras sin decirme adónde vas, de Eliseo Subiela, con Darío Grandinetti, Mariana Arias y Oscar Martínez; como el padre (joven) de Leopoldo.
- 1996: Carlos Monzón, el segundo juicio, dirigida por Gabriel Arbós, como el fiscal.
- 1996: Evita, dirigida por Alan Parker (Estados Unidos).
- 1997: La furia, dirigida por Juan Bautista Stagnaro, como el padre Efraín.
- 1997: Cicatrices, dirigida por Patricio Coll.
- 1997: Diario para un cuento, basada en un cuento de Julio Cortázar, y dirigida por Jana Bokova; como Recca.
- 1998: Mar de amores, dirigida por Víctor Dinenzon, como Marcelo.
- 1999: El amateur, dirigida por Juan Bautista Stagnaro, como Lopecito.
- 2000: No quiero volver a casa, dirigida por Albertina Carri.
- 2001: Cicatrices, dirigida por Patricio Coll.
- 2001: La fuga, dirigida por Eduardo Mignogna (coproducción con España), como Omar Zajur.
- 2002: El juego de Arcibel, dirigida por Alberto Lecchi; como el jefe de policía.
- 2003: Los esclavos felices, dirigida por Gabriel Arbós.
- 2003: La puta y la ballena, dirigida por Luis Puenzo, como el Dr. Zimmerman.
- 2003: El sueño de Ramona Montiel (cortometraje), como Brueguel.[10]
- 2004: Roma, dirigida por Adolfo Aristarain, como Áteo Di Toro.
- 2004: Próxima salida, dirigida por Nicolás Tuozzo, con Darío Grandinetti, Ulises Dumont, Mercedes Morán, Pablo Rago y Oscar Alegre; como Atilio.[11]
- 2004: El color de los sentidos, dirigida por Liliana Romero y Norman Ruiz.
- 2004: Peligrosa obsesión, dirigida por Raúl Rodríguez Peila, como Reni.
- 2005: El color de los sentidos, dirigida por Liliana Romero y Norman Ruiz.
- 2007: La señal, dirigida por Ricardo Darín, como el chofer.[10]
- 2009: El niño pez, como la voz del juez.[10]
- 2009: Malasangre, de Luis Ziembrowski, dirigida por Paula Hernández, como José López Rega.[10][12]
- 2009: Un juego absurdo (cortometraje en Historias breves 5), como el padre.[3]
- 2010: La plegaria del vidente, dirigida por Gonzalo Calzada, con Rodolfo Ranni, Valentina Bassi, Mimi Ardu, Juan Minujín, Gustavo Garzón, Fabio Aste, Victoria Carreras y Guillermo Marcos; como Carlos Riveros.[13][10]
- 2013: Esclavo de Dios, como David.[14]
- 2014: El inventor de juegos, como Ramuz.[15]
- 2016: Resurrección.
- 2016: Zama

### Teatro[9][16]
- 1989: El torniquete, de Victor Lanoux, dirigida por M. Paz, con Carlos Santamaría.
- 1991: Invisibles, de Gregorio de Laferrère, dirigida por Francisco Javier, con Fernando Álvarez, Claudio Da Passano, Alejo García Pintos, Tony Lestingi, Carlos Santamaría y Alicia Schilman.
- 1991: ¿Qué no...?, de R. Queneau, dirigida por J. Cracio.
- 1992: El corsario y la abadesa, de [J. Brene, dirigida por Francisco Javier.
- 1993: Sotoba Komachi, de Yukio Mishima, dirigida por Mónica Viñao.
- 1994-1995: El hombre de la esquina rosada, de Jorge Luis Borges, dirigida por Mónica Viñao.
- 1997-2000: El amateur, de Mauricio Dayub, dirigida por L. Romero.
- 2003: El torniquete, de Víctor Lanoux, adaptada y dirigida por Maximiliano Díaz, con Carlos Santamaría.
- 2004: Definitivamente adiós (unipersonal), de Tito Cossa, dirigida por Hugo Urquijo.
- 2006-2007: Días contados, de Oscar Martínez, dirigida por Oscar Martínez, con Claudia Lapacó, Cecilia Roth y Carlos Santamaria.
- 2008-2009: The pillowman, el hombre almohada, de Martin McDonagh, dirigida por Enrique Federman, con Carlos Belloso, Pablo Echarri y Carlos Santamaría.
- 2011: Criminal, dirigida por Marcelo Pozzi, con Gabriel Goity y Soledad Silveyra.
- 2012-2013: La cabra, de Edward Albee, dirigida por Julio Chávez, con Julio Chávez y Viviana Saccone.
- 2014: Cartas de la ausente de Ariel Barchilón, dirigido por Mónica Viñao, con Daniel Fanego.

### Televisión[9]
- 1988: El prontuario del Sr. K., por ATC.
- 1988: Ficciones, por ATC.
- 1991: Tango, España.
- 1991: Foreign affairs, Canadá.
- 1991: Fax, por Canal 13.
- 1994: Montaña rusa, por Canal 13.
- 1994: Nueve lunas, por Canal 13.
- 1994: Fer Play, por Telefé.
- 1995: Poliladron, por Canal 13.
- 1995: Un hermano es un hermano, por Telefé.
- 1997: El signo, por Telefé.
- 1998: Laura y Zoe, por Canal 13.
- 1999: La mujer del presidente, por Telefé.
- 2000-2001: Tiempo final, por Telefé, como el Dr. Beltrán.
- 2001: Sábado bus, por Canal 13.
- 2002: Los simuladores, por Telefé.
- 2003: Zafando, por ahora, por Telefé, como Andrés.
- 2003: Sol negro, por América, como Marcelo.
- 2005: Historia Argentina, por Canal 13.
- 2005: Algo habrán hecho (serie de televisión), como el taxista.[10]
- 2005: Gaturro, por RGB.
- 2006: Montecristo, por Telefé.
- 2006: Mujeres asesinas, en el episodio «Leonor, madrastra».
- 2008: Epitafios (miniserie), por HBO, como el vecino.
- 2008: Variaciones.[10]
- 2009: Epitafios II (miniserie), por HBO, como el vecino.
- 2012: Amores de historia, por Canal 9.
- 2023: Diciembre 2001, por Star+, como Carlos Ruckauf.

## Vida privada
Desde 2009 vive con su pareja, Pilar, descendiente de japoneses, en un departamento en el barrio porteño de Palermo Viejo.

## Premios
- 2007: nominado a los premios Cóndor de Plata al mejor actor de reparto por La señal.[9]